# Bitwa o Dernę (1912)
Bitwa o Dernę – starcie zbrojne, które miało miejsce w dniach 5–18 października 1912 roku w trakcie wojny włosko-tureckiej.
W październiku 1911 r. eskadra włoska pod dowództwem admirała Ernesto Presbitero wysadziła desant 500 żołnierzy w rejonie Derny, gdzie znajdował się garnizon turecki liczący 2 000 ludzi. W obawie przed ostrzałem artylerii okrętowej, Turcy wycofali się z miasta zajmując stanowiska na okolicznych wzgórzach. Liczne ataki włoskie na tureckie stanowiska trwały od listopada 1911 do marca 1912 r. Turkom po krwawej walce udało się odeprzeć przeciwnika i dopiero po wzmocnieniu sił włoskich, które wykorzystały do ataków artylerię oraz lotnictwo, wojska Enver Beja zmuszone zostały do wycofania się spod Darny. Straty włoskie wyniosły 800 zabitych i rannych.